# Adam Śmietański
Adam Śmietański (ur. 9 grudnia 1919 w Podhajcach, zm. 7 grudnia 1992 w Klisinie) – polski artysta fotograf, uhonorowany tytułem Artiste FIAP (AFIAP). Członek Okręgu Dolnośląskiego Związku Polskich Artystów Fotografików. Prezes Opolskiego Towarzystwa Fotograficznego.

## Życiorys
Adam Śmietański w czasie niemieckiej okupacji mieszkał w Lublinie, gdzie uczył się zawodu fotografa. W 1942 roku zamieszkał w Brzeżanach, gdzie prowadził własny zakład fotograficzny „Foto-Wrzos”. W 1945 roku zamieszkał w Opolu, gdzie przy ulicy Krakowskiej otworzył kolejny zakład fotograficzny „Foto-Wrzos”, który funkcjonował do 1977 roku. W 1946 roku został członkiem Stowarzyszenia Miłośników Fotografii, które w czasie późniejszym przekształcono w Opolskie Towarzystwo Fotograficzne, gdzie w latach 1957–1960 pełnił funkcję prezesa. W 1951 roku został przyjęty w poczet członków Okręgu Dolnośląskiego Związku Polskich Artystów Fotografików. Od 1952 roku pełnił funkcję prezesa opolskiej delegatury ZPAF.
Adam Śmietański był autorem i współautorem wielu wystaw fotograficznych; indywidualnych, zbiorowych, poplenerowych, pokonkursowych. Brał aktywny udział w Międzynarodowych Salonach Fotograficznych, organizowanych pod patronatem FIAP, zdobywając wiele medali, nagród, wyróżnień, dyplomów, listów gratulacyjnych. Jego fotografie były prezentowane (m.in.) w Chinach, NRD, Polsce, Rumunii, Szwecji, Związku Radzieckim.
Pokłosiem udziału w ww. Międzynarodowych Salonach Fotograficznych było przyznanie Adamowi Śmietańskiemu (w 1959) tytułu honorowego Artiste FIAP (AFIAP), nadanego przez Międzynarodową Federację Sztuki Fotograficznej FIAP. Jego nieliczne fotografie znajdują się w zbiorach Muzeum Śląska Opolskiego.
Wskutek przewlekłej nasilającej się choroby, od 1978 roku przebywał w szpitalu w Klisinie – zamku koło Głubczyc, gdzie zmarł 7 grudnia 1992 roku.